# Ice cream (BACK-ONの曲)
「Ice Cream」（アイスクリーム）は、BACK-ONの11枚目のシングル。2012年5月9日にcutting edgeから発売された。

## 概要
前作「Connectus and selfish」から約9か月ぶりのリリース。ドラムを担当していたICCHANが脱退して最初の作品である。
ちなみに、発売当日はアイスクリームの日となっている。

## 収録曲
全曲、作詞：TEEDA・KENJI03、作曲：BACK-ON、JINプロデュースである。
1. Ice cream
テレビ朝日系バラエティー番組『今ちゃんの「実は…」』5月度エンディングテーマ、および東宝配給映画『悪の教典』劇中歌。PVは、長野県の「グーギーズ」で撮影された[1]。
2. Piece

## 収録アルバム
1. Ice cream
『Good Job!!』
2. Piece
アルバム未収録。